# ۱۲۵۴ (میلادی)
۱۲۵۴ (میلادی) هزار و دویست و پنجاه و چهارمین سال تقویم میلادی است.

## درگذشتگان
- ۳ نوامبر - ژان سوم دوکاس واتاتزس، امپراتور نیقیه

‎